# Saint Mary’s County
Das Saint Mary’s County ist ein County im US-Bundesstaat Maryland. Der Verwaltungssitz (County Seat) ist Leonardtown. Bei der Volkszählung im Jahr 2020 hatte das County 113.777 Einwohner und eine Bevölkerungsdichte von 134 Einwohnern pro Quadratkilometer.

## Geographie
Das County liegt an der Mündung des Potomac River in die Chesapeake Bay. Der Mündungstrichter des Potomac bildet zugleich die Grenze zu Virginia. Das Saint Mary’s County hat eine Fläche von 1582 Quadratkilometern; davon sind 734 Quadratkilometer Wasserflächen. Es ist überwiegend von Wasser umgeben und grenzt an folgende Countys:
| Charles County |  | Calvert County |
|                |  |                |
|                |  |                |

Das County wird vom Office of Management and Budget zu statistischen Zwecken als Lexington Park, MD Metropolitan Statistical Area geführt.

## Geschichte
Das Saint Mary’s County wurde 1637 als erstes County in Maryland gebildet. Benannt wurde es nach Maria, der Mutter Jesu. Der erste County Seat war St. Marys City,  eine der ersten ständigen englischen Siedlungen in Nordamerika und als Hafen für die einzige katholische Kolonie angelegt worden.
Drei Stätten im Saint Mary’s County haben aufgrund ihrer geschichtlichen Bedeutung den Status einer National Historic Landmark, der St. Mary’s City Historic District, das Plantagenhaus Sotterley und die Kirche West St. Mary’s Manor. 31 Bauwerke und Stätten des Countys sind insgesamt im National Register of Historic Places eingetragen (Stand 14. November 2017).

## Demografische Daten
Nach der Volkszählung im Jahr 2010 lebten im Saint Mary’s County 105.151 Menschen in 36.668 Haushalten. Die Bevölkerungsdichte betrug 124 Einwohner pro Quadratkilometer. In den 36.668 Haushalten lebten statistisch je 2,66 Personen.
Ethnisch betrachtet setzte sich die Bevölkerung zusammen aus  78,6 Prozent Weißen, 14,3 Prozent Afroamerikanern, 0,4 Prozent amerikanischen Ureinwohnern, 2,5 Prozent Asiaten sowie aus anderen ethnischen Gruppen; 3,2 Prozent stammten von zwei oder mehr Ethnien ab. Unabhängig von der ethnischen Zugehörigkeit waren 3,8 Prozent der Bevölkerung spanischer oder lateinamerikanischer Abstammung.
25,5 Prozent der Bevölkerung waren unter 18 Jahre alt, 64,4 Prozent waren zwischen 18 und 64 und 10,1 Prozent waren 65 Jahre oder älter. 50,2 Prozent der Bevölkerung war weiblich.
Das jährliche Durchschnittseinkommen eines Haushalts lag bei 71.316 USD. Das Prokopfeinkommen betrug 33.242 USD. 8,5 Prozent der Einwohner lebten unterhalb der Armutsgrenze.

## Verkehr
Der ÖPNV im County ist ab Juli 2025 kostenfrei nutzbar (mindestens bis Juni 2026).

## Städte und Gemeinden
Towns
- Leonardtown

Census-designated places (CDP)
- California
- Charlotte Hall
- Golden Beach
- Lexington Park

Unincorporated Communitys
- Abell
- Avenue
- Beachville-St. Inigoes
- Bushwood
- Callaway
- Chaptico
- Clements
- Coltons Point
- Compton
- Dameron
- Drayden
- Great Mills
- Helen
- Hollywood
- Loveville
- Maddox
- Mechanicsville
- Morganza
- Park Hall Estates
- Piney Point
- Redgate
- Ridge
- St. Inigoes
- St. Mary's City
- Scotland
- Tall Timbers
- Valley Lee